# Aldealengua
Aldealengua és un municipi de la província de Salamanca a la comunitat autònoma de Castella i Lleó. Limita al Nord amb Moriscos, a l'Est amb Aldearrubia, al Sud amb Calvarrasa de Abajo i a l'Oest amb Cabrerizos.

## Demografia
| 1991 | 1996 | 2001 | 2004 |
| ---- | ---- | ---- | ---- |
| 476  | 513  | 555  | 562  |